# Scambus albitibia
Scambus albitibia là một loài tò vò trong họ Ichneumonidae.